# 2024年加利福尼亞州5號提案
5號提案（英語：Proposition 5，專有名詞縮寫），是美國加利福尼亞州於2024年11月5日提出的一次公投，提案訴求下修各縣發行募集資金債券贊成居民比重
。